# Accord and satisfaction
Accord and satisfaction bezeichnet im englischen Vertragsrecht einen Vertragstyp, bei dem der Schuldner durch einen neuen Vertrag eine Einrede gegen den alten Vertrag erwirbt. Der Schuldner „kauft“ sich dabei von seiner Verpflichtung frei, dies geschieht jedoch nicht in Erfüllung der ursprünglichen Verpflichtung. Es entsteht vielmehr ein neuer Vertrag mit den Voraussetzungen Antrag (offer), Annahme (acceptance) und consideration, den der Schuldner dem Gläubiger des ursprünglichen Vertrages als defence (Einrede) entgegenhalten kann. Die klassische Definition von accord and satisfaction stammt von Scrutton LJ in British Russion Gazette, Ltd. v Associated Newspapers, Ltd. [1933]:

“Accord and satisfaction ist the purchase of a release from an obligation, whether arisiing under contract or tort, by means of any valuable consideration, not being the actual performance of the obligation itself. The accord is the agreement by which the obligation is discharged. The satisfaction is the consideration which makes the agreement operative.”

Für die satisfaction gelten die allgemeinen Anforderungen an consideration. Insbesondere liegt keine consideration vor, wenn die ursprüngliche Schuld lediglich verringert wird. In diesem Falle muss ein zusätzlicher Nachteil für den Schuldner oder Vorteil für den Gläubiger vom Schuldner dem Gläubiger zukommen (vgl. Pinnel’s Case (1608), Foakes v Beer (1884)). Liegt keine wirksame consideration vor oder sind sonstige Wirksamkeitsvoraussetzungen eines Vertrages nicht erfüllt, kann der Gläubiger ungehindert aus dem ursprünglichen Vertrag klagen.
Beispiel: A beauftragt B mit einem Hausbau für 1.000.000 £ zahlt hierfür 100.000 £ an. Entsprechend dem Baufortschritt sollen jeweils weitere Raten gezahlt werden. Bei Fertigstellung weigert sich A die letzte Rate von 100.000 £ zu zahlen, da Baumängel vorlägen. A und B einigen sich darauf (accord), dass B nur noch 50.000 £ erhalten soll. Im Gegenzug will A auf seine Mängelrechte verzichten (satisfaction).